# Goniopteroloba
Goniopteroloba là một chi bướm đêm thuộc họ Geometridae.